# European Poker Tour Saison 1
Résultats de la saison 1 de l'European Poker Tour (EPT).

## Résultats
| Saison | Date        | Lieu                      | Vainqueur                  | Prix          | Finaliste                 | Autres finalistes |
| ------ | ----------- | ------------------------- | -------------------------- | ------------- | ------------------------- | --- |
| 1      | 18-Sep-2004 | Barcelone EPT             | Alexander Stevic           | 80 000 €      | David O'Callaghan         | - Luca Pagano - Adam Robak - Garry "Whacker" Bush - Stefan Rapp - John "Large" Kabbaj - Andreas Pournaras                   |
| 1      | 09-Oct-2004 | Londres EPT               | John Shipley               | 200 000 £     | "Burnley" John Falconer   | - Robert Cooper - Baard Dahl - Jeff Duvall - Noah Boeken - "The Flying Dutchman" Marcel Lüske - George McKeever             |
| 1      | 23-Oct-2004 | Dublin EPT                | Ram "Crazy Horse" Vaswani  | 80 000 €      | Rory Liffey               | - Jamie Drummond - Alan Vinson - Sean Donaldson - Xuyen "Bad Girl" Pham - Julian "Yo-Yo" Thew - John Coughlan               |
| 1      | 29-Jan-2005 | Copenhague EPT            | Noah Boeken                | 1 098 340 Dkr | Ram "Crazy Horse" Vaswani | - Charalambos "Bambos" Xanthos - Julian "Yo-Yo" Thew - Erik Kolaas - Michael Westerlund - Dan Pedersen - Alexander Cooper   |
| 1      | 15-Fév-2005 | Deauville EPT             | Brandon Schaefer           | 144 000 €     | Carl Olson                | - Mark Ristine - Justin Bonomo - Jeremy Tuckmann - Bob Coombes - Peter Eichardt - Luca Pagano                               |
| 1      | 10-Mar-2005 | Vienne EPT                | Pascal "Triple P" Perrault | 184 500 €     | Andreas Harnemo           | - Mika Puro - Joachim Sanjestra - Tim Ramsey - Dave Clayton - John Schiffmann - Simon Nowab                                 |
| 1      | 15-Mar-2005 | Monte-Carlo Grande Finale | Rob Hollink                | 650 000 €     | Brandon Schaefer          | - Alexander Stevic - Romain Feriolo - Kevin Seeger - Abdulaziz Abdulaziz - Ben "The Milky Bar Kid" Grundy - Mikhail Ustinov |